# Kazimierz Wiktor
Kazimierz Tomasz Wiktor herbu Brochwicz (ur. 1844 lub 1845 w Niebocku, zm. 20 października 1903 w Krakowie) – polski właściciel ziemski.

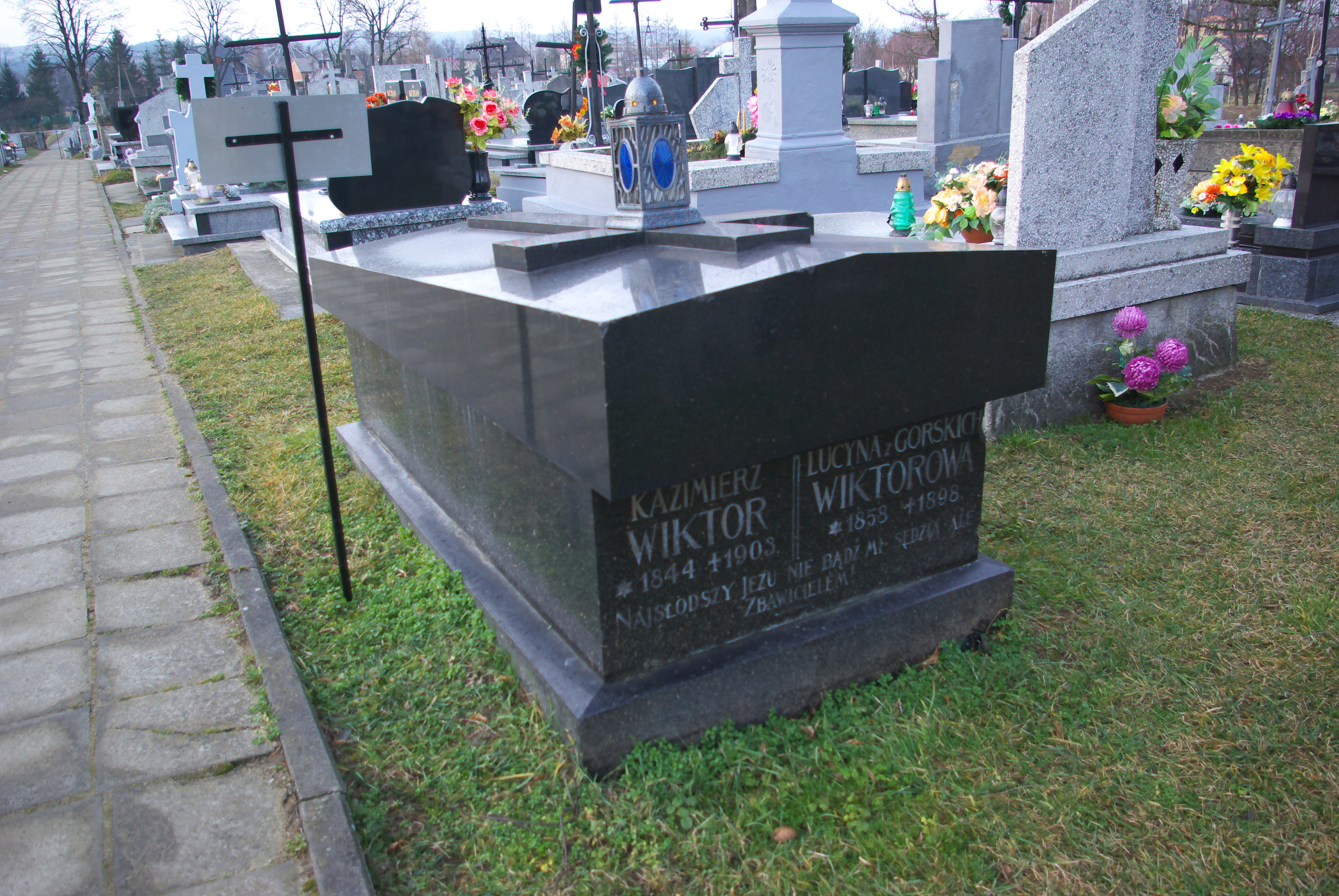
Nagrobek Kazimierza i Lucyny Wiktorów w Zarszynie

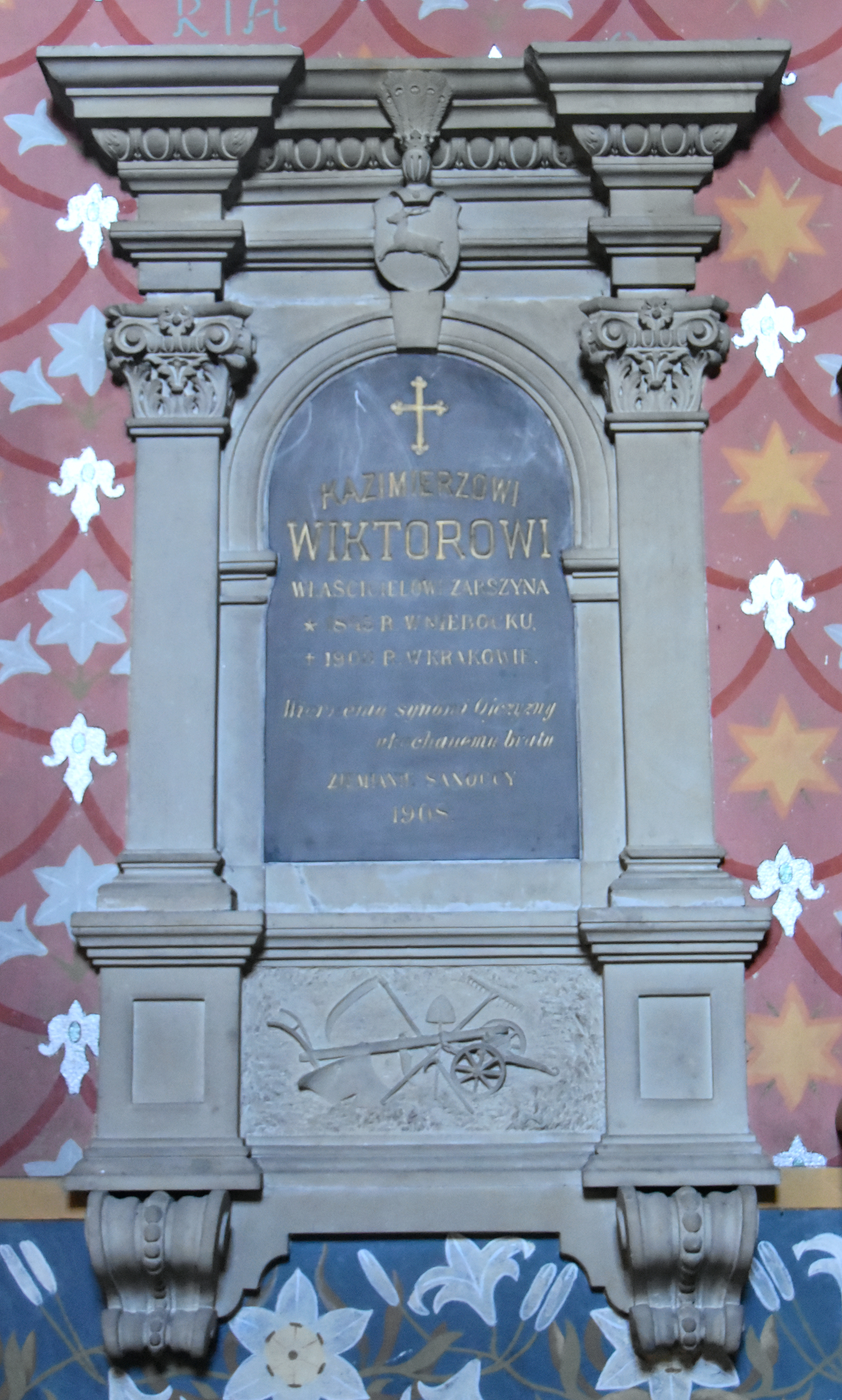
Epitafium Kazimierza Wiktora w kościele Franciszkanów w Sanoku

## Życiorys
Kazimierz Tomasz Wiktor urodził się w 1844 lub 1845 jako syn Jana Wiktora herbu Brochwicz (1812–1877) i Adeli z domu Czermińskiej herbu Cholewa (1822-1904). Był bratankiem Jakuba Wiktora i bratem Heleny (1850-1873, po mężu Fihauser).
Uzyskał wykształcenie w zakładzie rolniczym w Dublanach. Od czasu ukończenia tej uczelni do końca życia był członkiem i działaczem Galicyjskiego Towarzystwa Gospodarskiego, stowarzyszeniem kierującym jego macierzystą uczelnią. W 1893 zastępcą przewodniczącego oddziału sanocko-lisko-brzozowskiego GTG, pełnił funkcję wiceprezesa przez 20 lat, od 1897 był prezesem oddziału sanockiego, członkiem komitetu (od 27 czerwca 1894 do końca życia), zaś merytorycznie udzielał się w sekcji hodowlanej. Był prezesem oddziału Towarzystwa Gospodarskiego Ziemi Sanockiej. 
Na swojej ziemi oddawał się uprawie roli. Zgłoszony do udziału w Wystawie Powszechnej 1873 w Wiedniu przedstawiał w grupie II (rolnictwo, leśnictwo itp.) zboże, chmiel, konopie, w grupie IV (artykuły żywności) likwory i rozolisy, w grupie V (przemysł tkanin i odzieży) wyroby powroźnicze. Na tej wystawie za chmiel otrzymał medal zasługi. 17 grudnia 1873 otrzymał pierwszy w Galicji złoty medal i srebrną zastawę stołową za wzorowe gospodarstwo. W 1890 uzyskał złoty medal na wystawie wiedeńskiej za wzorowe gospodarstwo. Posiadał prawo propinacji, które pod koniec 1894 wydzierżawił na obszar Posady Sanockiej spółce Schiffer & Türk (propinatorom miejskim). Dzierżawcą propinacji w Posadzie Sanockiej pozostawał do końca życia. Udzielał się w życiu gospodarczym. Od około 1887 do około 1896 był szacownikiem dóbr dla okręgu C. K. Sądu Obwodowego w Sanoku. Był działaczem Galicyjskiego Towarzystwa Kredytowego Ziemskiego z siedzibą we Lwowie: około 1878 był członkiem wydziału okręgowego w Sanoku, od około 1881 do około 1889 był zastępcą prezesa, później zastępcą członka wydziału (około 1889/1890), zastępcą prezesa (około 1890 do około 1899) i prezesem (od około 1899 do końca życia). Był prezesem rady nadzorczej Powiatowego Towarzystwa Zaliczkowego w Sanoku. W 1902 był w powiecie sanockim jednym z czterech ocenicieli przy tłumieniu zarazy płucnej u bydła rogatego. Był wiceprezesem zarządu powiatowego w Sanoku Towarzystwa „Kółek Rolniczych” z siedzibą we Lwowie (1894, 1895). Był członkiem zwyczajnym Macierzy Szkolnej dla Księstwa Cieszyńskiego.
Był członkiem Rady c. k. powiatu sanockiego, pierwotnie wybrany w 1874 z grupy większych posiadłości, pełnił funkcje zastępcy członka wydziału (od 1874), członka wydziału (od około 1875), następnie około 1890 wybrany z grupy gmin wiejskich i był członkiem wydziału powiatowego, po czym w grudniu 1896 ponownie wybrany z grupy większych posiadłości i pełnił mandat w kolejnych latach, po raz ostatni wybrany z grupy większych posiadłości w 1903 tj. w ostatnim roku swojego życia (w tym samym roku zmarł (po śmierci jego miejsce zajął Tadeusz Poźniak). Był członkiem deputacji miasta Sanoka, która w 1880 spotkała się z podróżującym po Galicji cesarzem Austrii Franciszkiem Józefem I w Krakowie i we Lwowie.
Po rodzicach Janie i Adeli Wiktorach odziedziczył wsie Długie, Posada Zarszyńska, Wróblik Szlachecki, Zarszyn, Niebieszczany. Na początku XX wieku posiadał w Długiem obszar 144,8 ha, a w Zarszynie 847,3 ha. W Zarszynie był właścicielem browaru, który dzierżawili od niego Rosenblatt i Zuker. Posiadał też Wróblik Królewski. Władał majątkiem ziemskim tzw. „klucza zarszyńskiego”.
Jego żoną od 1876 była Lucyna z domu Górska herbu Szeliga (1858-1898). Ich synami byli Jan Duklan (1878–1944, który odziedziczył rodzinne majątki), Stanisław Tomasz (ur. 1880), Władysław (ur. 1882).
Zmarł nagle 20 października 1903 w Krakowie. Został pochowany w grobowcu rodzinnym na cmentarzu w Zarszynie 24 października 1903. Nad grobem przemawiał Włodzimierz Kozłowski. We wspomnieniu pośmiertnym na łamach „Gazety Lwowskiej” Kazimierz Wiktor został określony jako „najwybitniejszy obywatel ziemi sanockiej”.
W 1908 ziemianie sanoccy ustanowili epitafium Kazimierza Wiktora, które zostało umieszczone w północnej, lewej nawie bocznej w kościele Franciszkanów w Sanoku. Inskrypcja brzmi: „Kazimierzowi Wiktorowi właścicielowi Zarszyna ur. 1845 r. w Niebocku zm. 1903 w Krakowie. Wiernemu synowi ojczyzny ukochanemu bratu ziemianie sanoccy 1908”.